# Francesco Stringa
Francesco Stringa (Modène, 1578 - 1615) est un peintre italien baroque de la fin du XVIe et du début du XVIIe siècle qui a été actif à Modène.

## Biographie
Après son apprentissage auprès de l'atelier romain de Federico Zuccari qu'il commence en 1595, Francesco Stringa est plus influencé par les Carrache.
Il retourne à Modène, entre 1602 et 1606, pour travailler pour la cour d'Este, et en 1607, avec Ercole dell'Abate pour les décorations  du plafond de la Sala del Consiglio du Palazzo Comunale.
En 1607, il devient peintre de la cour du duc Ranuccio I Farnese à Parme, où il peint un grand nombre de tableaux conservés aujourd'hui au musée de Capodimonte de Naples.
e

## Œuvres
- Annonciation,  Formigine

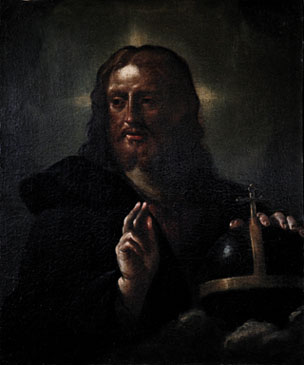
Le Rédempteur bénissant (Banca Popolare dell'Emilia).

- Vierge et Saints, église paroissiale de Fanano.
- Casa di Risparmio de Modène :
  - San Benedetto mette in fuga il demonio
  - Assunzione della Maddalena
  - Cristo e la Samaritana
  - Susanna e i vecchioni
- S. Geminiano prega la Madonna, toile à la sacristie du dôme de Modène
- Le Couronnement d’épines, 1665-1675, huile sur toile, 30 x 36 cm, musée des Beaux-Arts d'Orléans[2]